# Wilhelm Christian von Larisch
Bathasar Wilhelm Christian von Larisch (* Mai 1743 in Dzielna, Kreis Lublinitz; † 16. Januar 1823 in Königsberg) war ein preußischer Generalleutnant und Chef des Infanterieregiments Nr. 53.

## Leben
Im Februar 1761 kam Larisch als Gefreiterkorporal in das Infanterieregiment „von Braunschweig“ und beteiligte sich im Feldzug 1761/63 an der Belagerung von Schweidnitz. Am 3. November 1786 wurde er zum Major befördert. Am 4. Februar 1793 wurde er Oberstleutnant und Kommandeur des Infanterieregiments „von Amaudruz“. Im Krieg gegen Polen bekam er nach der Gefecht von Wyszogród den Orden Pour le Mérite. Am 29. Januar 1795 erfolgte die Beförderung zum Oberst und er wurde Inspekteur der westpreußischen Infanterie. Am 2. Oktober 1800 erfolgte seine Berufung als Chef des Infanterieregiments „von Anhalt“. Es führte ab diesem Zeitpunkt den Namen „Jung-Larisch“, da sein älterer Bruder Johann Karl Leopold ebenfalls Regimentschef war. Am 1. Juni 1801 erfolgte die Beförderung zum Generalmajor.
Im Krieg von 1806 wurde er am Fuß verletzt und geriet mit dem Korps Blücher bei Lübeck in Gefangenschaft. Nach der Reorganisation der Preußischen Armee wurde er zwar am 22. Mai 1810 zum Generalleutnant befördert, war aber weiter dienstuntauglich und erhielt 1813 mit voller Pension seinen Abschied. Er starb am 16. Januar 1823 in Königsberg.

### Familie
Larisch hatte am 17. Februar 1784 in Königsberg Karoline Gräfin von Kalnein (1767–1813) geheiratet. Sie war eine Enkelin des Generals Karl Erhard von Kalnein. Aus der Ehe gingen folgende Kinder hervor:
- Wilhelmine (1785–1832) ⚭ 1808 Jean Francois de Sarraire (1772–1811), französischer Oberst[1]
- Leopold (1788–1848), preußischer Sekondeleutnant a. D. und Regierungsbeamter
- Floribella (1790–1852), Stiftsdame im Seydlitzschen Familienstift in Königsberg
- Wilhelm (1796–1825), preußischer Hauptmann a. D.
- Pauline (* 1801) ⚭ 1829 Friedrich Wilhelm Schubert (1799–1868), Geheimer Regierungsrat und Professor für Geschichte und Staatskunde in Königsberg, Begründer des Historischen Seminars an der Albertina
- Sophie (1803–1804)